# Калдерара (Империја)
Калдерара је насеље у Италији у округу Империја, региону Лигурија.
Према процени из 2011. у насељу је живело 23 становника. Насеље се налази на надморској висини од 427 м.